# Championnat de Côte d'Ivoire de football 2020-2021
Navigation
2019-2020 2021-2022
Le Championnat de Côte d'Ivoire de football 2020-2021 est la soixante troisième édition du Championnat de Côte d'Ivoire de football. La ligue oppose les quatorze meilleurs clubs ivoiriens en championnat.

## Déroulement de la saison
Pour régler les problèmes au sein de la fédération, un comité de normalisation est mis en place par la FIFA. Le début du championnat est annoncé pour le 14 mars 2021, puis reporté au 27 mars 2021.
Le 25 février 2021, est annoncé le format de la compétition, qui se déroulera avec deux poules de sept équipes qui se rencontreront deux fois. Après cette première phase les deux premiers de poule se retrouveront dans un mini-championnat nommé Super Division, les clubs se rencontreront deux fois, le premier est couronné champion de Côte d'Ivoire.

## Les participants
| \| ASEC Africa Sports Racing d'Abidjan SOL FC Stella Club SOA SC Gagnoa AS Tanda ASI Abengourou FC San-Pédro ES Bafing Bouaké FC Bassam AFAD \| Localisation des clubs engagés dans le championnat. |
| ASEC Africa Sports Racing d'Abidjan SOL FC Stella Club SOA SC Gagnoa AS Tanda ASI Abengourou FC San-Pédro ES Bafing Bouaké FC Bassam AFAD                                                           |

| Club                               | Ville        | Classement 2019-2020 | Entraîneur         | Stade                        | Capacité |
| ---------------------------------- | ------------ | -------------------- | ------------------ | ---------------------------- | -------- |
| RC Abidjan                         | Abidjan      | 1                    | Bassiriki Diabaté  | Stade Robert-Champroux       | 2 000    |
| Football Club de San-Pédro         | San-Pédro    | 2                    | Tarek Jani         | Stade Auguste Denise         | 8 500    |
| ASEC Mimosas                       | Abidjan      | 3                    | Julien Chevalier   | Stade Félix-Houphouët-Boigny | 35 000   |
| Société Omnisports de l'Armée      | Yamoussoukro | 4                    | Siaka Traoré       | Stade de Yamoussoukro        | 1 500    |
| AFAD Djékanou                      | Djékanou     | 5                    | Alain Yonsian      | Stade Robert-Champroux       | 3 000    |
| Union sportive des clubs de Bassam | Grand-Bassam | 6                    | Mory Boudo         | Stade de Bassam              | 3 000    |
| Association Sportive de Tanda      | Tanda        | 7                    | Jean-Baptiste Aka  | Stade municipal de Tanda     | 3 000    |
| ASI d'Abengourou                   | Abengourou   | 8                    | Firmin Koffi       | Stade Henri Konan Bédié      | 3 000    |
| SOL FC                             | Abidjan      | 9                    | Soualiho Coulibaly | Stade Robert-Champroux       | 3 000    |
| Africa Sports                      | Abidjan      | 10                   | Almamy Diaby       | Stade Robert-Champroux       | 3 000    |
| Sporting Club de Gagnoa            | Gagnoa       | 11                   | Kablan Marcellin   | Stade Victor Biaka Boda      | 2 000    |
| Bouaké Football Club               | Bouaké       | 12                   | Kouassi Abi Yao    | Stade de la Paix             | 25 000   |
| Stella Club d'Adjamé               | Abidjan      | (Ligue 2)            | Norbert Bohé       | Stade Robert-Champroux       | 3 000    |
| Entente sportive du Bafing         | Touba        | (Ligue 2)            | Karim Ouattara     | Stade municipal              | 3 000    |

Légende des couleurs
- Qualifié pour la Ligue des champions de la CAF 2020-2021
- Qualifié pour la Coupe de la confédération 2020-2021
- Promu de Ligue 2

## Compétition

### Classement

#### Groupe A
| Rang | Équipe                      | Pts | J  | G | N | P | Bp | Bc | Diff |
| ---- | --------------------------- | --- | -- | - | - | - | -- | -- | ---- |
| 1    | AFAD Djékanou               | 26  | 12 | 8 | 2 | 2 | 14 | 7  | +7   |
| 2    | FC San-Pédro                | 20  | 12 | 5 | 5 | 2 | 17 | 13 | +4   |
| 3    | Entente sportive du BafingP | 16  | 12 | 4 | 4 | 4 | 11 | 11 | 0    |
| 4    | SC Gagnoa                   | 13  | 12 | 3 | 5 | 5 | 12 | 13 | -1   |
| 5    | USC Bassam                  | 12  | 12 | 2 | 6 | 4 | 12 | 14 | -2   |
| 6    | ASI d'Abengourou            | 12  | 12 | 2 | 6 | 4 | 8  | 10 | -2   |
| 7    | Africa Sports               | 11  | 12 | 2 | 5 | 5 | 10 | 13 | -3   |

|  | Qualifié pour la Super Division         |
|  | Relégation directe en deuxième division |

#### Groupe B
| Rang | Équipe                 | Pts | J  | G | N | P | Bp | Bc | Diff |
| ---- | ---------------------- | --- | -- | - | - | - | -- | -- | ---- |
| 1    | SOA                    | 24  | 12 | 7 | 3 | 2 | 16 | 7  | +9   |
| 2    | ASEC Mimosas           | 22  | 12 | 6 | 4 | 2 | 16 | 9  | +7   |
| 3    | Racing Club d'AbidjanT | 18  | 12 | 4 | 6 | 2 | 13 | 12 | +1   |
| 4    | Bouaké FC              | 14  | 12 | 3 | 5 | 4 | 8  | 8  | 0    |
| 5    | SOLP                   | 13  | 12 | 3 | 4 | 5 | 10 | 11 | -1   |
| 6    | Stella Club d'AdjaméP  | 13  | 12 | 4 | 1 | 7 | 11 | 20 | -9   |
| 7    | AS Tanda               | 10  | 12 | 3 | 1 | 8 | 8  | 15 | -7   |

|  | Qualifié pour la Super Division         |
|  | Relégation directe en deuxième division |

### Super Division
Les matchs se jouent du 6 au 26 juin 2021.
| Rang | Équipe        | Pts | J | G | N | P | Bp | Bc | Diff |
| ---- | ------------- | --- | - | - | - | - | -- | -- | ---- |
| 1    | ASEC Mimosas  | 10  | 6 | 2 | 4 | 0 | 7  | 3  | +4   |
| 2    | FC San-Pédro  | 8   | 6 | 2 | 2 | 2 | 6  | 3  | +3   |
| 3    | SOA           | 7   | 6 | 2 | 1 | 3 | 2  | 6  | -4   |
| 4    | AFAD Djékanou | 6   | 6 | 1 | 3 | 2 | 3  | 6  | -3   |

|  | Qualifié pour la Ligue des champions de la CAF 2021-2022 |
|  | Qualifié pour la Coupe de la confédération 2021-2022     |

## Bilan de la saison
| Championnat de Côte d'Ivoire de football 2020-2021 |                               |
| Champion                                           | ASEC Mimosas (27e titre)      |
| Coupes et trophées                                 |                               |
| Vainqueur de la Coupe de la Ligue 2021             |                               |
| Qualifications continentales                       |                               |
| Ligue des champions de la CAF 2021-2022            | ASEC Mimosas                  |
| Coupe de la confédération 2021-2022                | FC San-Pédro                  |
| Promotions et relégations                          |                               |
| Promus en Ligue 1                                  | CO Korhogo                    |
| Promus en Ligue 1                                  | Limane Yacouba Sylla FC       |
| Relégués en Ligue 2                                | Africa Sports                 |
| Relégués en Ligue 2                                | Association Sportive de Tanda |